# Richard Kristensen (atlet)
Richard "Rick" Kristensen (født 14. februar 1906-?) er en tidligere dansk atlet medlem af Silkeborg IF.
Kristensen satte to danske rekord. Den første satte han som 19-årig 1925 i højdespring, da han slog Svend Langkjærs 12 år gamle rekord med en centimeter till 1,82. En rekord som stod i fire år, frem til 1929, da Willy Rasmussen sprang 1,83. Samme år var han med 14,09 i trespring nummer 26 på verdensranglisten. Den anden rekord satte han i trespring, 17. august 1930, da han på DM på Østerbro Stadion slog Louis Lundgreens syv år gamle rekord på 14,35 med 18 cm till 14,53. Det 18. bedste resultat i verden det år og en rekord som stod i næsten 14 år, frem til 1944, da Preben Larsen sprang 14,60.
Kristensen blev dansk mester fire gange i højdespring, to gange i trespring og en gang i tikamp og dertil syv jyske mesterskaber. Han var aktiv i 20 år, og selv som 40-årig blev han noteret for gode resultater i stangspring og spydkast.
Kristensen var bager.

## Danske mesterskaber
- Guld 1933 Trespring 14,05
- Guld 1932 Højdespring 1,79
- Bronze 1932 Trespring 13,67
- Guld 1931 Højdespring 1,81
- Sølv 1931 Trespring 14,37
- Guld 1930 Højdespring 1,81
- Guld 1930 Trespring 14,53
- Bronze 1926 Trespring 13,82
- Guld 1925 Højdespring 1,80
- Guld 1925 Tikamp 5829,115 point

## Personlige rekorder
- Trespring: 14,53 1930
- Højdespring 1,81 1930